# Elizabeth Kensinger
Elizabeth A. Kensinger ist eine US-amerikanische Psychologin und Neurowissenschaftlerin.
Kensinger ist Professorin für Psychologie und Neurowissenschaften am Boston College. 
Sie studierte Psychologie und Biologie an der Harvard University. 2003 wurde sie bei Suzanne Corkin am Massachusetts Institute of Technology (MIT) promoviert. Anschließend erfolgte ein Postdoc-Aufenthalt bei Daniel Schacter am Massachusetts General Hospital und der Harvard University.
Kensinger wechselte 2006 an das Boston College, wo sie 2013 Professorin wurde.
Ein Forschungsgebiet von ihr ist das Gedächtnis, unter anderem beim Patienten H. M.

## Auszeichnungen
- 2010: Janet Taylor Spence Award (www.psychologicalscience.org)

## Schriften (Auswahl)
- Schmolck, H., Kensinger, E. A., Corkin, S., & Squire, L. R. (2002): Semantic knowledge in patient HM and other patients with bilateral medial and lateral temporal lobe lesions. Hippocampus, 12(4), 520-533.
- Kensinger, E. A., & Corkin, S. (2003): Memory enhancement for emotional words: Are emotional words more vividly remembered than neutral words?. Memory & cognition, 31(8), 1169-1180.
- G. O’Kane, Elizabeth Kensinger, S. Corkin: Evidence for semantic learning in profound amnesia: An investigation with the patient H.M. In: Hippocampus. 14, 2004, S. 417–425.
- Emotional Memory Across the Adult Lifespan. New York: Psychology Press, 2009.
- Kensinger, E. A., & Ford, J. H. (2020): Retrieval of emotional events from memory. Annual review of psychology, 71(1), 251-272.
- Budson, Andrew E., Elizabeth A. Kensinger, and Daniel L. Schacter: Why We Forget and How To Remember Better: The Science Behind Memory  (New York, 2023; online edn, Oxford Academic, 23 Feb. 2023), https://doi.org/10.1093/oso/9780197607732.001.0001, accessed 2 Aug. 2025.
- Faul, Leonard, Jaclyn H. Ford, and Elizabeth A. Kensinger: Update on “Emotion and autobiographical memory”: 14 years of advances in understanding functions, constructions, and consequences. Physics of Life Reviews 51 (2024): 255-272.